# Endococcus variabilis
Endococcus variabilis är en lavart som beskrevs av Halici, Kocourk. & Diederich 2007. Endococcus variabilis ingår i släktet Endococcus, klassen Dothideomycetes, divisionen sporsäcksvampar och riket svampar.   Inga underarter finns listade i Catalogue of Life.